# Kristina Persson
Inger Kristina Persson (sinh 16 tháng 4 năm 1945 tại Österstund) là một chính trị gia người Thụy Điển của đảng Dân chủ xã hội Thụy Điển. Bà từng là Bộ trưởng Hợp tác và Phát triển Chiến lược Bắc Âu, dưới thời Thủ tướng Stefan Löfven, từ tháng 10 năm 2014 đến tháng 5 năm 2016. 
Bà bắt đầu sự nghiệp của mình tại Bộ Tài chính năm 1971, chuyển sang Văn phòng Nghiên cứu Tương lai và sau đó dành những năm 1980 trong phong trào công đoàn - lần đầu tiên tại Liên đoàn Công đoàn Thụy Điển (LO), sau đó là Văn phòng Thư ký của LO-TCO Phát triển Liên minh Công đoàn, sau đó là Ban thư ký Liên đoàn Công đoàn Bắc Âu (NFS), và cuối cùng là TCO công đoàn cổ trắng. Trong những năm 1990, bà là một nghị sĩ và sau đó là một MEP, trước khi trở thành một thống đốc quận và phó thống đốc của ngân hàng trung ương Thụy Điển. Từ năm 2007 cô đã lãnh đạo Đội ngũ Thách thức toàn cầu, mà bà đã thành lập
.